# Bartolomeo Sanvito
Bartolomeo Sanvito (Padova, 1433 circa – Padova, 1511) è stato un calligrafo e miniatore italiano.
Era uno degli artigiani della scrittura umanistica in voga nei manoscritti del Rinascimento italiano. 

## Biografia
Bartolomeo nacque nel 1433 da una famiglia di notai e insegnanti di Padova con problemi di denaro. Frequentò l'università e si interessò al ritorno all'antichità allora in corso in città. Fu indubbiamente attivo come scrivano e calligrafo dal 1460, come dimostra un documento del 1462. Era in contatto con l'ambiente universitario ma anche con ricchi bibliofili padovani e veneziani come Bernardo Bembo, Marcantonio Morosini, per il quale lavorò tra il 1460 e il 1464 e Ludovico Scarampi Mezzarota. Divenne persino il padrino del primo figlio di Bembo. 
Nel 1464 lasciò Padova per Roma, per seguire un gruppo di prelati veneziani che arrivarono dopo l'elezione di Paolo II. A Roma lavorò per il cardinale Francesco Gonzaga il Vecchio. Rimase anche temporaneamente a Firenze dove copiò un manoscritto (Walters W.405). Un documento indica che tornò a Padova nel 1466. Ritornò a Roma nel 1469 dove rimase per oltre trent'anni. Lavorò in particolare per Papa Sisto IV, come dimostra il pagamento datato 8 gennaio 1478, firmato dal bibliotecario vaticano per un manoscritto che Sanvito copiò e miniò (oggi Vat. Lat.1888). Collaborò inoltre regolarmente con il miniatore Gaspare da Padova al servizio permanente di Francesco Gonzaga, fino alla morte di quest'ultimo nel 1483. Dopo questa data, fu al servizio della curia romana. Un altro documento ci dice che nel 1492 divenne ciambellano del cardinale Raffaele Sansoni Riario. Probabilmente era già diventato sacerdote in quella data. L'ultimo documento attestato di sua mano a Roma risale al 1501 e tornò a Padova prima del 1506. Fu nominato canonico della Collegiata dei Santi Nazaro e Celso a Brescia nel 1507 e poi della Basilica di Santa Giustina a Padova nel 1508. Probabilmente morì qualche tempo dopo. 

## Stile
Partecitò alla riscoperta della scrittura dell'antichità e alla diffusione della scrittura umanistica in tutta Italia. Abbandonò gradualmente la decorazione delle iniziali con bianchi girari per un'estetica più vicina all'antichità inserendole in cornici architettoniche ed elementi antichi. Collaborò con numerosi miniatori di prestigio come Marco Zoppo, Giovanni Vendramin, Franco dei Russi, Antonio Maria da Villaflora e in particolare con Gaspare da Padova. 

## Principali manoscritti attribuiti

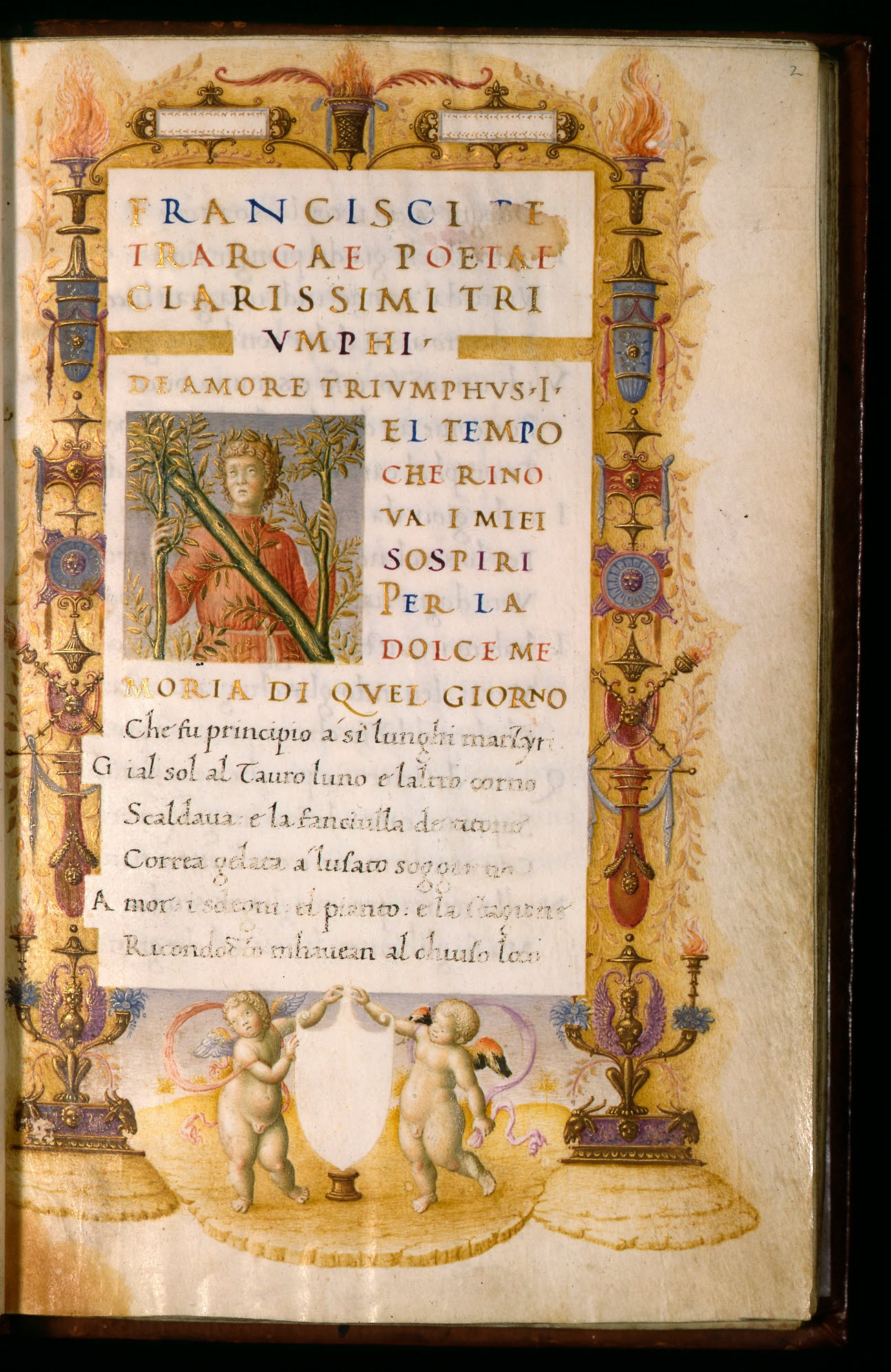
Pagina tratta da un manoscritto dei Trionfi di Petrarca

Albinia de la Mare gli ha attribuito 117 manoscritti interamente di sua mano, 6 in parte, 60 in cui aggiunse le iniziali. Potrebbe aver partecipato come miniatore ad altri manoscritti. Firmò i suoi manoscritti con le iniziali "bs". 
- Oratio gratulatoria per Bernardo Bembo, British Library, Add. MS. 14787
- Manoscritto dell'Eneide per Lodovico Agneli, vescovo di Cosenza, 1497-1499, British Library, Re 24
- Manoscritto dei Trionfi di Petrarca, Walters Art Museum, Baltimora, W. 755
- Liber de Spectaculis de Martial, autore delle iniziali (con lo scriba Pomponio Leto), British Library, Kings 32
- Vita di Alfonso VI di Napoli, Walters Art Museum, W.405